# 수하물 찾는 곳

수하물 찾는 곳을 뜻하는 그림문자

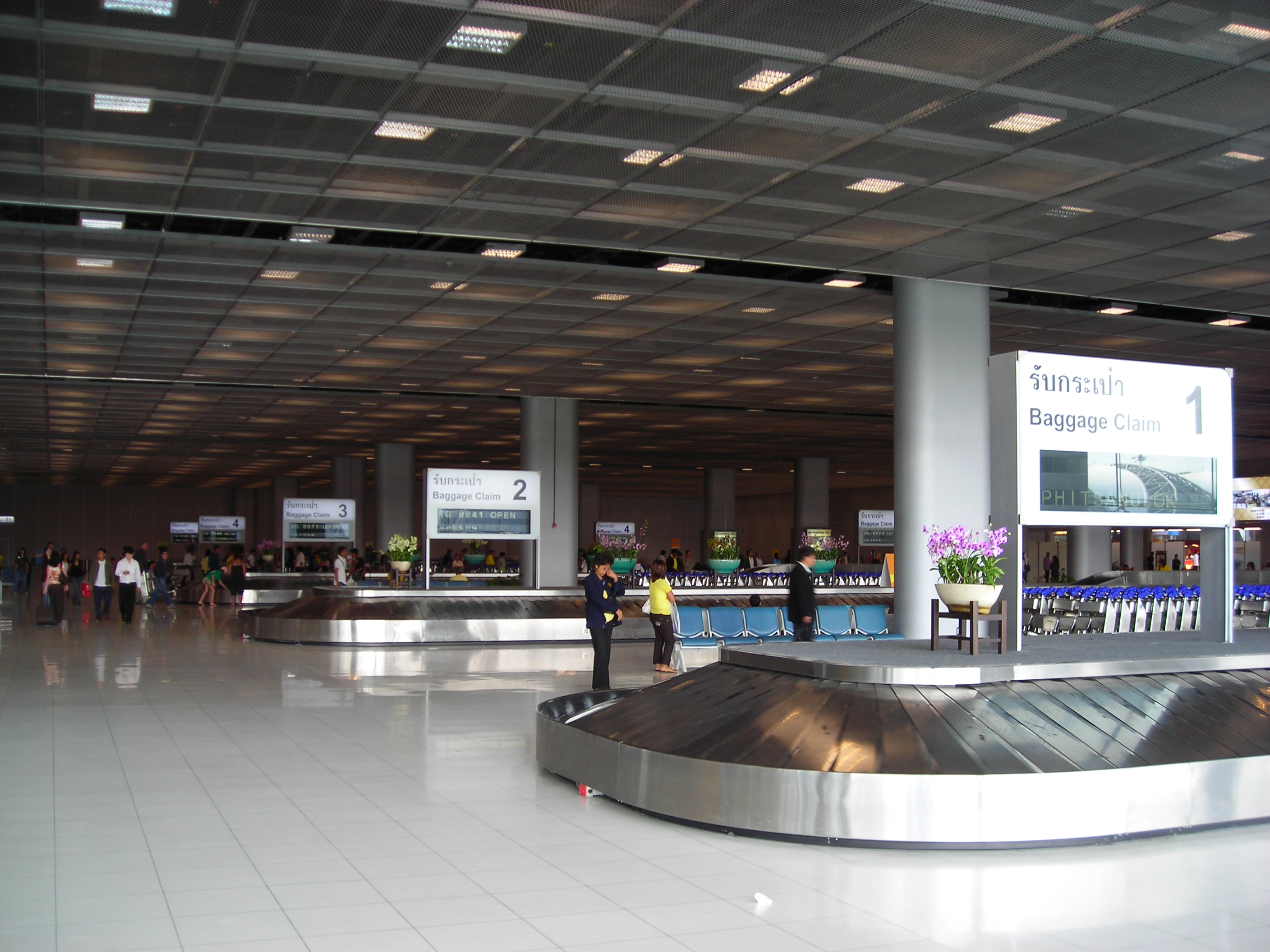
태국 방콕 수완나품 국제공항의 수하물 찾는 곳

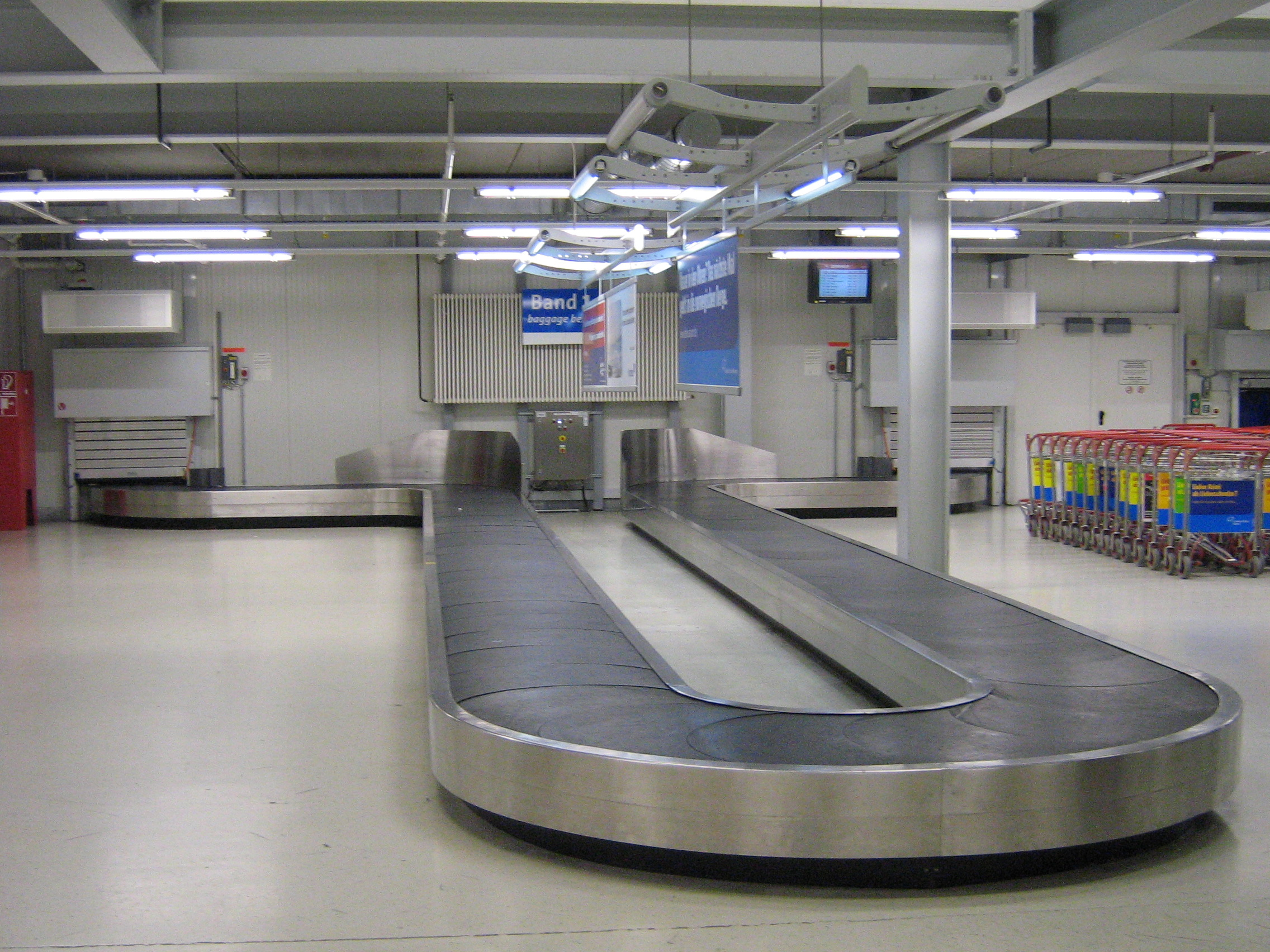
수하물 컨베이어 벨트

공항 터미널에서의 수하물 찾는 곳(영어: Baggage reclaim 또는 영어: Baggage claim)은 공항에 도착하는 승객들이 항공편에서 내린 후 체크인 된 수하물을 찾는 구역이다. 짐 찾는 곳 또는 가방 찾는 곳이라고도 한다.

## 개요
일반적인 수하물 찾는 곳에는 위탁 수하물을 승객에게 전달하는 수하물 컨베이어 벨트 또는 컨베이어 시스템이 있으며, 대형 수하물을 청구하거나 분실 또는 파손된 수하물을 신고하기 위한 항공사의 고객 서비스 카운터 또한 함께 있다.

## 같이 보기
- 면세점